# Glocke Saint-Martial (Gironde)

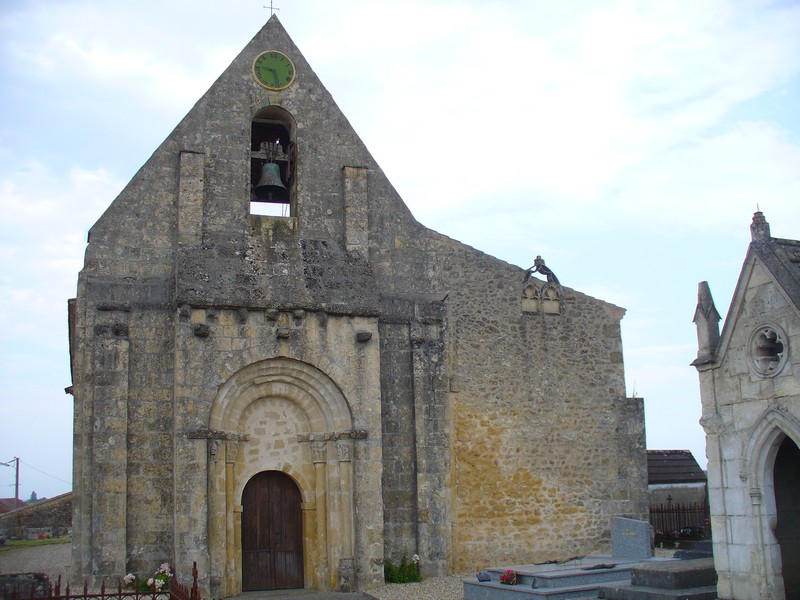
Glocke in Saint-Martial

Die Glocke in der Kirche St-Martial in Saint-Martial, einer französischen Gemeinde im Département Gironde der Region Nouvelle-Aquitaine, wurde 1718 gegossen. Die Kirchenglocke aus Bronze wurde 1925 als Monument historique in die Liste der geschützten Objekte (Base Palissy) in Frankreich aufgenommen.
Die Glocke aus einer unbekannten Glockengießerei hat alle Kriege überstanden.